# Fryderyk V (landgraf Hesji-Homburg)
Fryderyk V (ur. 30 stycznia 1748 r. w Homburgu, zm. 20 stycznia 1820 r. tamże) – landgraf Hesji-Homburg od 1751 do 1806 r. i ponownie od 1815 r.

## Życiorys
Fryderyk był jedynym synem landgrafa Hesji-Homburg Fryderyka IV i Luizy Ulryki, córki księcia Solms-Braunfels Fryderyka Wilhelma. Gdy miał trzy lata, zmarł jego ojciec, a Fryderyk został landgrafem Hesji-Homburg. Opiekuńcze rządy sprawowała przez kolejnych 15 lat jego matka. Mimo nieśmiałości spowodowanej jąkaniem, przesycony religijnym duchem (był kalwinem), uczynił swój dwór ważnym centrum duchowym. Przyjaźnił się z kaznodzieją Johannem Casparem Lavaterem i poetą Friedrichem Gottliebem Klopstockiem. Przyjaźnił się Friedrichem Hölderlinem, który zadedykował mu hymn Patmos, a któremu Fryderyk – mimo umysłowej choroby wybitnego poety – przyznał posadę bibliotekarza. Sam pisywał polityczno-religijne traktaty. 
W czasie wojen rewolucyjnych Fryderyk pozostawił negocjacje z rewolucjonistami żonie, samemu pozostając na uboczu. W 1806 r. utracił swe księstwo, które zostało przyłączone do Hesji-Darmstadt. Odzyskał je na mocy postanowień kongresu wiedeńskiego, powiększone o oddalony od Homburga okręg Meisenheim, po raz pierwszy uznano też wówczas pełną niezależność Hesji-Homburg od Hesji-Darmstadt.

## Rodzina
Żoną Fryderyka była od 1768 r. Karolina (1746–1821), córka landgrafa Hesji-Darmstadt Ludwika IX. Fryderyk i Karolina mieli trzynaścioro dzieci:
- Fryderyk VI (1769–1829), austriacki generał, następca ojca jako landgraf Hesji-Homburg,
- Ludwik (1770–1839), pruski generał, następca brata Fryderyka jako landgraf Hesji-Homburg,
- Karolina (1771–1854), żona księcia Schwarzburga-Rudolstadtu Ludwika Fryderyka II,
- Luiza Ulryka (1772–1854), żona księcia Schwarzburga-Rudolstadtu Karola Gintera,
- Krystyna Amalia (1774–1846), żona następcy tronu Anhaltu-Dessau Fryderyka,
- Paweł Emil (1775–1776),
- Augusta (1776–1871),
- Wiktor (1778–1780),
- Filip (1779–1846), austriacki feldmarszałek, następca brata Ludwika jako landgraf Hesji-Homburg,
- Gustaw (1781–1848), austriacki generał, następca brata Filipa jako landgraf Hesji-Homburg,
- Ferdynand (1783–1866), austriacki generał, następca brata Gustawa, ostatni landgraf Hesji-Homburg,
- Amalia Marianna (1785–1846), żona księcia pruskiego Wilhelma, młodszego brata króla Prus Fryderyka Wilhelma III,
- Leopold (1787–1813).